# Henry Poole

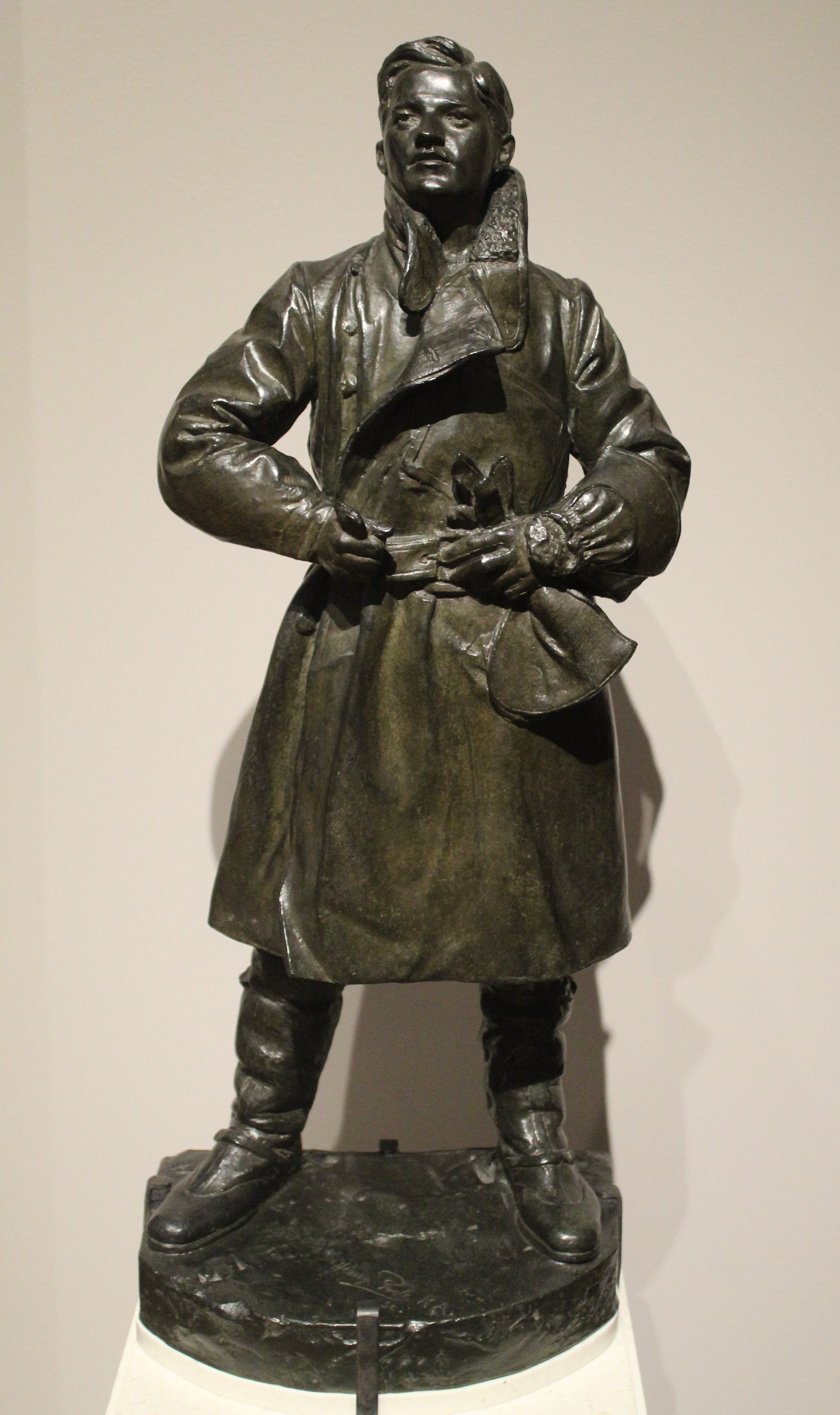
Bronzemodell des Fliegerasses Albert Ball aus dem Ersten Weltkrieg von Henry Poole in der National Portrait Gallery, London. Dies ist das Modell aus den 1920er Jahren für das lebensgroße Denkmal für Albert Ball in Nottingham

Henry Poole (* 28. Januar 1873 in Westminster, London; † 15. August 1928 ebenda) war ein britischer Bildhauer und einer der bedeutendsten Vertreter der Bauplastik im späten 19. und frühen 20. Jahrhundert.

## Leben
Henry Poole wurde als Sohn des Bildhauers Samuel Poole in Westminster, London, geboren. Seine künstlerische Ausbildung begann er um 1888 an der South London Technical School of Art. Von 1892 bis 1897 studierte er an den Royal Academy Schools in London, wo er unter anderem von Harry Bates und George Frederic Watts unterrichtet wurde. Während dieser Zeit arbeitete er auch als Assistent von Watts an dessen Skulptur Physical Energy.
Poole war eng mit dem Architekten Edwin Alfred Rickards verbunden, mit dem er an zahlreichen öffentlichen Bauprojekten zusammenarbeitete. Am 22. April 1920 wurde er zum Associate der Royal Academy (ARA) gewählt und am 5. Dezember 1927 zum Royal Academician (RA) ernannt. Von 1921 bis zu seinem Tod im Jahr 1928 war er Professor für Bildhauerei an den Royal Academy Schools. Während des Ersten Weltkriegs arbeitete er in der von Solomon Joseph Solomon gegründeten Tarnschule der britischen Armee im Hyde Park.

## Werk

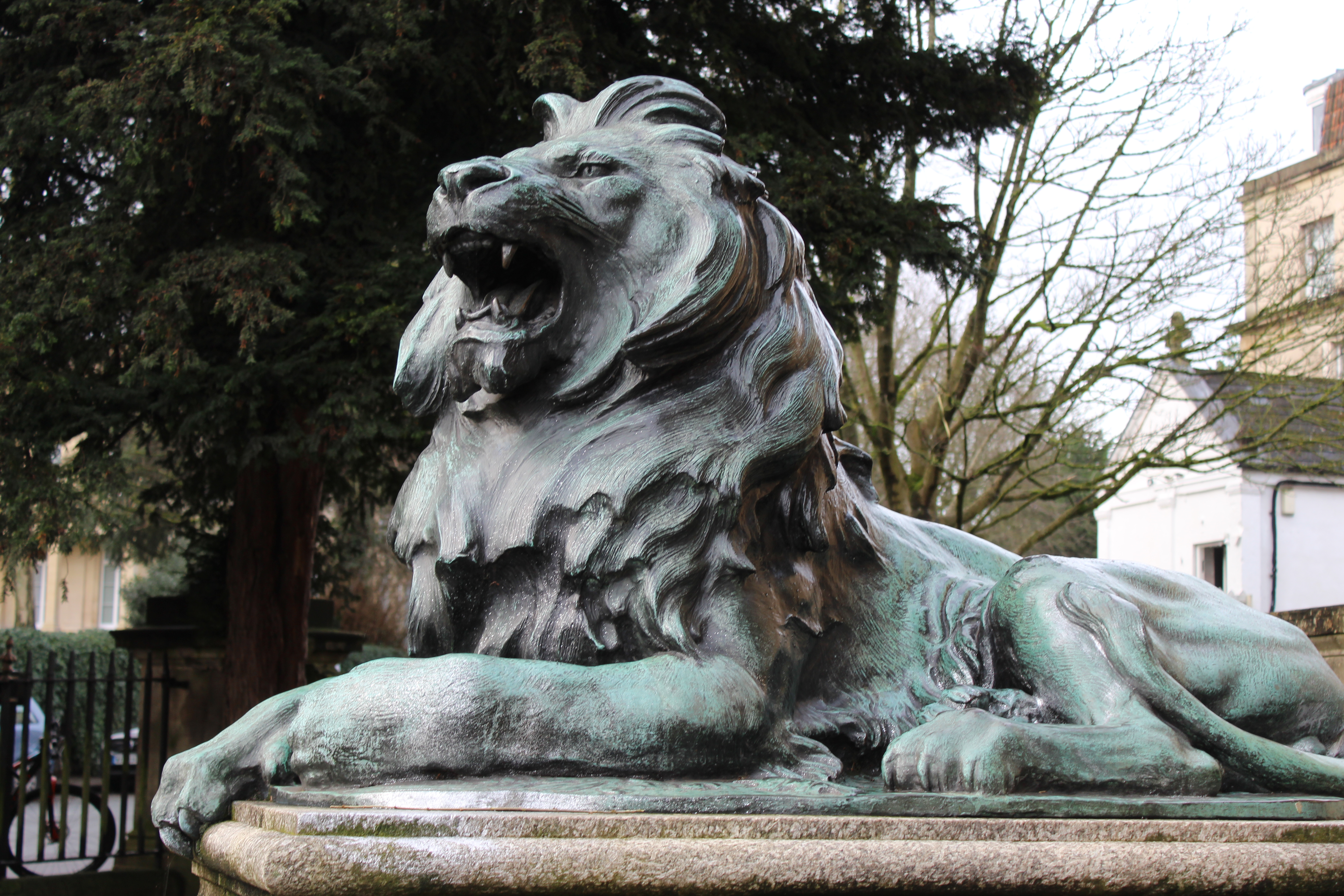
Löwenskulptur, Bronze, von Henry Poole, Victoria Rooms, Bristol, 1917. Eines von zwei Exemplaren.

Henry Poole spezialisierte sich auf Bauplastiken und war maßgeblich an der Gestaltung zahlreicher öffentlicher Gebäude beteiligt. Seine Werke zeichnen sich durch eine Kombination aus klassischer Formensprache und symbolischer Bedeutung aus. Er war ein Vertreter der New-Sculpture-Bewegung, die sich durch eine realistischere und dynamischere Darstellung in der Bildhauerei auszeichnete. Auswahl seiner Werke:
- Cardiff City Hall (1900): Skulpturengruppen wie Unity and Patriotism und Nereids.
- Westminster Central Hall (1905–1911): Bauplastiken, darunter Engel in den Zwickeln.
- Deptford Town Hall (1903): Figuren von Admiral Horatio Nelson und Robert Blake.
- Bethnal Green Town Hall (1910): Skulpturengruppe Charity über dem Eingang.
- Colnaghi, New Bond Street (1912): Reliefs und dekorative Skulpturen.
- Public Library and Baths, Great Smith Street (1892–1893): Reliefplatten.
- Edward VII. Statue und Brunnen, Bristol (1912) In Zusammenarbeit mit Edwin Rickards.
- Reiterstatue von Field Marshal Earl Roberts VC, Kelvingrove Park, Glasgow (1916). Nach einem Entwurf von Harry Bates.
- Skulpturen für die Kapelle von St. Michael und St. George in der St Paul’s Cathedral.
- Innenausstattung des Black Friar Pubs, Queen Victoria Street, London.
- Statue von Captain Albert Ball, Nottingham Castle (1921)
- Kriegerdenkmäler: Evesham (1921), Pudsey (1922), Wotton-under-Edge (1920) und die Nottingham High School (1922).
- Marine-Denkmäler: Chatham, Plymouth und Portsmouth (1924), in Zusammenarbeit mit Sir Robert Lorimer.
- Young Pan (1928): Marmorskulptur, ausgestellt in der Royal Academy.
- Head of a Woman (ca. 1925): Bronze, ausgestellt im Black Friar Pub.